# Grimoire du pape Honorius

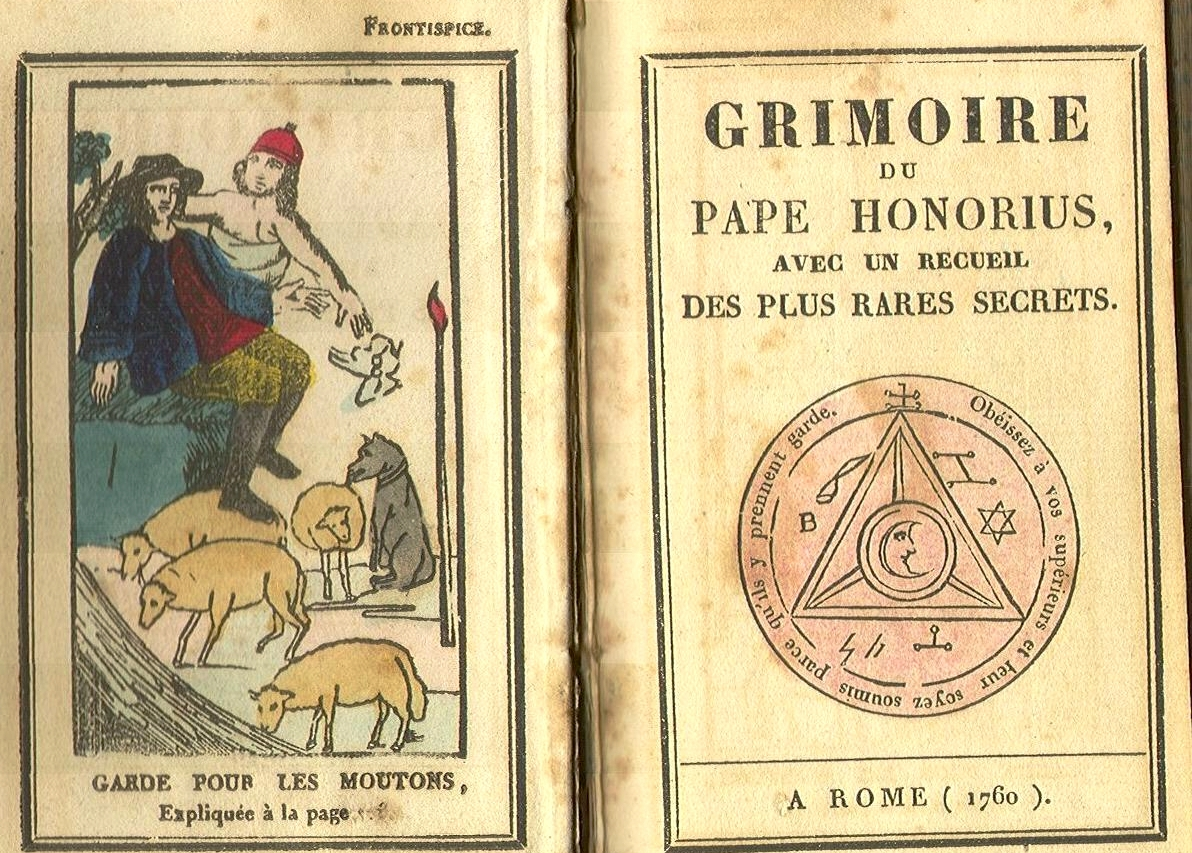
Grimoire du pape Honorius, Rome, 1760 (sans doute une édition postérieure)

Le Grimoire du Pape Honorius est un grimoire publié au XVIIe siècle, qui est supposé avoir été écrit par le pape Honorius III (1150 - 1227). Ce livre de magie est unique parmi les grimoires en ce qu'il a été spécialement conçu pour être utilisé par les prêtres, et certaines de ses instructions incluent la récitation de messes. Alors que son nom suppose une rédaction au XIIIe siècle, son contenu est plus proche de grimoires ultérieurs comme la Clé de Salomon et le Grimorium Verum.
La première édition du Grimoire aurait été publiée en 1629 et aurait été rédigée vers la fin du XVIe siècle, soit environ quatre cents ans après la mort de son auteur supposé ; la première édition conservée date de 1670. Le poète et mystique britannique Arthur Edward Waite dans The Book of Ceremonial Magic, Londres, 1911, le décrit comme « une imposture malveillante, quoique assez astucieuse, qui a été indéniablement conçue pour tromper les ignorants, intrigués par la magie, de cette époque et plus particulièrement les prêtres ignorants, puisqu'elle affirme transmettre l'autorisation délibérée du Saint-Siège pour les opérations de la Magie Infernale et de la Nécromancie. ». L'occultiste Éliphas Lévi considérait l'auteur comme l'antipape Honorius II.

## Édition imprimée
- Gremoire du Pape Honorius avec un recueil des plus rares secrets, Rome, 1670, 132 p. (lire en ligne).